# Чуркино (Московская область)
Чуркино — деревня в Хорошовском сельском поселении Коломенского района Московской области. Население — 11 чел. (2010).
Расположено между деревней Губастово и ДОЛ «Чайка» при РНИИ КП. Лагерь «Чайка» административно относится к Чуркино и имеет соответствующий почтовый адрес.
Ранее в деревне был свой магазин, но он закрылся. Теперь продукты доставляет грузовая машина.
Рядом с деревней протекает река Мезенка, которую отдыхающие в «Чайке» называют «Переплюйка».

## Население
| 2002 | 2006 | 2010 |
| ---- | ---- | ---- |
| 16   | ↘15  | ↘11  |